# Jonathan Wainwright
Jonathan Mayhew Wainwright IV (ur. 23 sierpnia 1883 w Walla Walla w stanie Waszyngton, zm. 2 września 1953 w San Antonio w Teksasie) – amerykański wojskowy, generał, uczestnik obu wojen światowych, najbardziej znany jako dowódca sił amerykańskich na Filipinach podczas walk z Japończykami w 1942 r., kawaler Medalu Honoru, najwyższy stopniem amerykański oficer wzięty do niewoli przez wojska japońskie w czasie II wojny światowej.

## Wczesne lata i kariera wojskowa
Jonathan Wainwright urodził się w Forcie Walla Walla, posterunku armii amerykańskiej pod Walla Walla w stanie Waszyngton i był synem Roberta Powella Page Wainwrighta, oficera armii amerykańskiej, porucznika w 1 Pułku Kawalerii od 1875 r. Ojciec Wainwrighta dowodził szwadronem w bitwie pod Santiago de Cuba podczas wojny amerykańsko-hiszpańskiej, a w 1902 r. zginął w akcji na Filipinach. Dziadkiem Wainwrighta był porucznik Jonathan Mayhew Wainwright II, który zginął w czasie wojny secesyjnej. Kongresman J. Mayhew Wainwright był jego kuzynem.
Wainwright ukończył Highland Park High School w Illinois w 1901 r. i West Point w 1906 r. Był pierwszym kapitanem korpusu kadetów.
Wainwright kierując się tradycją rodzinną wstąpił do kawalerii. Służył w 1 Pułku Kawalerii w Teksasie w latach 1906–1908 oraz na Filipinach w latach 1908–1910, gdzie po raz pierwszy widział walkę na wyspie Jolo podczas powstania Moro. Ukończył Mounted Service School w Fort Riley w stanie Kansas w 1916 r. i został awansowany na kapitana. W 1917 r. był w pierwszym obozie szkoleniowym oficerów w Plattsburghu w stanie Nowy Jork.

### I wojna światowa
W lutym 1918 r. podczas I wojny światowej Wainwright został wysłany do Francji. W czerwcu został asystentem szefa sztabu 82 Dywizji Piechoty, z którą brał udział w ofensywach pod Saint-Mihiel i Meuse-Argonne. Jako podpułkownik stanu wojny, od października 1918 r. do 1920 r. został przydzielony do służby okupacyjnej z 3 Armią w Koblencji w Niemczech. Po powrocie do rangi kapitana został awansowany na stałe do stopnia majora.

### Okres międzywojenny
Po roku pracy jako instruktor w Cavalry School w Fort Riley, Wainwright został przydzielony do sztabu generalnego w latach 1921–23 i  do 3 Pułku Kawalerii w Fort Myer w stanie Wirginia, w latach 1923–25. W 1929 r. został awansowany na stałe nad podpułkownika oraz ukończył szkołę dowodzenia i sztabu generalnego w Fort Leavenworth w stanie Kansas w 1931 r. oraz Army War College w 1934 r.
Wainwright został awansowany na pułkownika w 1935 r. i służył jako dowódca 3 Pułku Kawalerii do 1938 r., kiedy awansował na generała brygady dowodzącego 1 Brygadą Kawalerii w Fort Clark w Teksasie.

## II wojna światowa

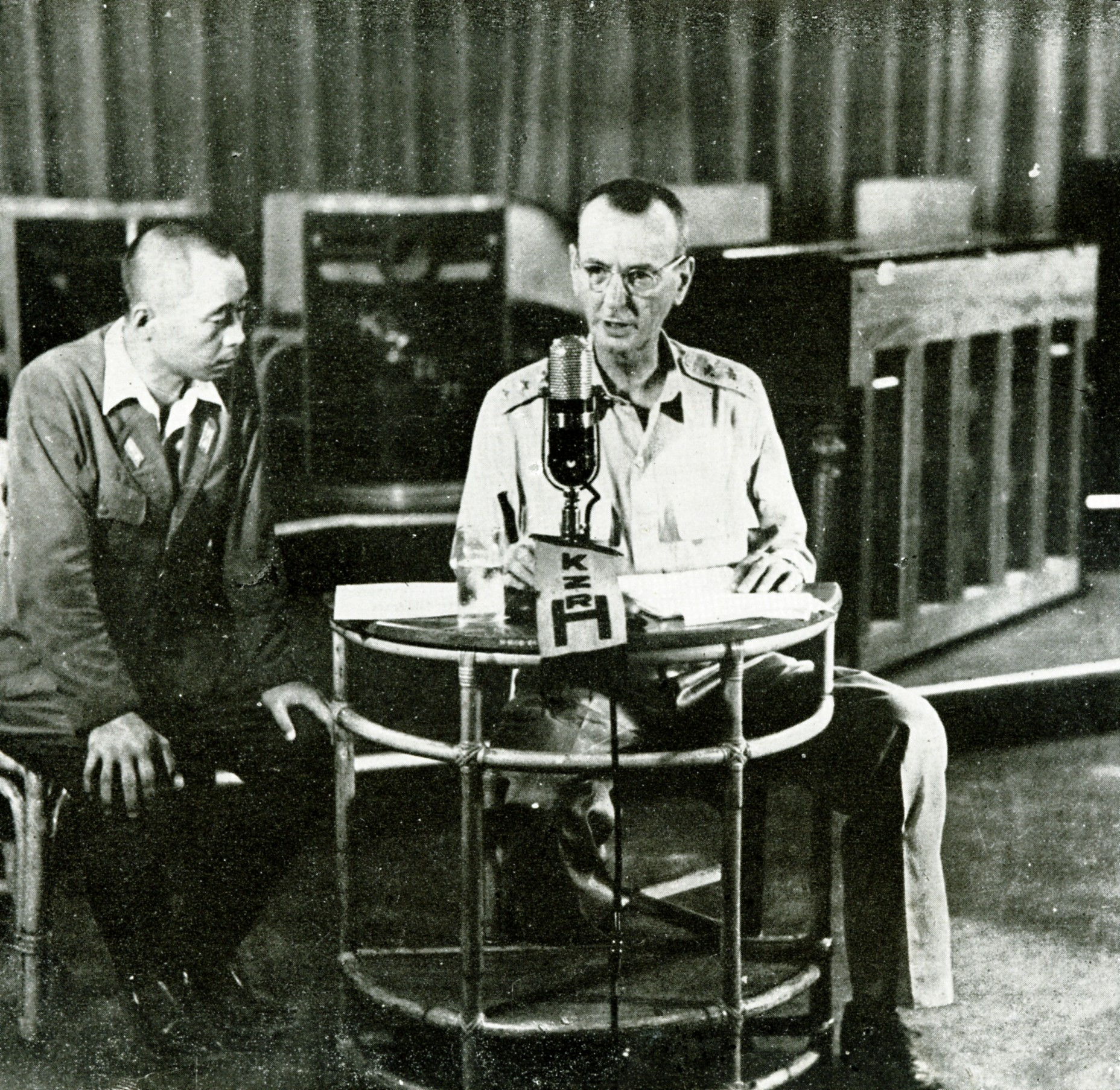
Gen. Wainwright w japońskiej niewoli ogłasza kapitulację sił amerykańskich na Filipinach

We wrześniu 1940 r. Wainwright został awansowany na generała dywizji czasu wojny i wrócił na Filipiny w grudniu, jako dowódca Departamentu Filipińskiego.
Jako starszy dowódca polowy sił filipińskich i amerykańskich pod dowództwem gen. Douglasa MacArthura, Wainwright był odpowiedzialny za przeciwstawienie się japońskiej inwazji na Filipiny, która rozpoczęła się 8 grudnia 1941 r. Dowodził siłami w północnej części wyspy Luzon, składającymi się z trzech rezerwowych dywizje filipińskich i 26 Pułku Konnego. Odchodząc z wybrzeża Zatoki Lingayen, siły alianckie wycofały się na Półwysep Bataan i wyspę Corregidor do stycznia 1942 r., gdzie broniły wejścia do Zatoki Manilskiej.
Po ewakuacji gen. MacArthura do Australii w marcu, aby mógł on służyć jako Najwyższy Dowódca Sił Sprzymierzonych w rejonie Południowo-Zachodniego Pacyfiku, Wainwright otrzymał po nim bardzo trudną rolę dowódcy sił alianckich na Filipinach. W tym samym miesiącu Wainwright awansował na generała porucznika (generała broni). 9 kwietnia 70 tys. żołnierzy na Półwyspie Bataan poddało się Japończykom wraz z gen. Edwardem P. Kingiem. 5 maja Japończycy zaatakowali Corregidor. Z powodu braku zapasów potrzebnych do obrony (zwłaszcza żywności i amunicji) oraz w celu zminimalizowania strat, Wainwright powiadomił japońskiego generała Masaharu Hommę, że podda się 6 maja.
Wainwright w tym samym czasie wysłał zakodowaną wiadomość do gen. Williama F. Sharpa, odpowiedzialnego za siły amerykańskie na wyspie Mindanao, mianując go nowym dowódcą wszystkich sił na Filipinach, z wyjątkiem tych na Corregidorze i trzech innych wyspach w Zatoce Manilskiej. Sharp miał teraz zgłosić się do gen. MacArthura, stacjonującego w tym czasie w Australii. Miało to doprowadzić do kapitulacji jak najmniejszej liczby żołnierzy. Homma odmówił jednak, żądając poddania się wszystkich żołnierzy na Filipinach i uznał załogę Corregidoru i wysp wokół niego za zakładników, aby zapewnić obie to, że pozostałe siły na Filipinach złożą broń. Wainwright zgodził się wtedy zakończyć walkę ludzi Sharpa.
Gen. Sharp został postawiony w trudnej sytuacji. Wiedział, że jeśli zignoruje żądanie Wainwrighta, aby poddać się, jeńcy i cywile na Corregidorze mogą zostać wymordowani. Mimo że jego żołnierze byli bardzo wycieńczeni, nadal mogli walczyć. Spodziewano się, że przejdą do podziemia jako siły partyzanckie. Ostatecznie 10 maja gen. Sharp postanowił się poddać. Kapitulacja Sharpa okazała się problematyczna dla Japończyków, którzy nie mieli wystarczającej przestrzeni dla tylu jeńców. Sharp i jego żołnierze przeszli liczne cierpienia jako jeńcy wojenni, aż do wyzwolenia w 1945 r. Jednak wielu ludzi Sharpa, w większości Filipińczyków, odmówiło poddania się. Wielu uważało akt kapitulacji Wainwrighta za dokonany pod przymusem i ostatecznie przyłączyło się do ruchu partyzanckiego kierowanego przez płk. Wendella Fertiga.

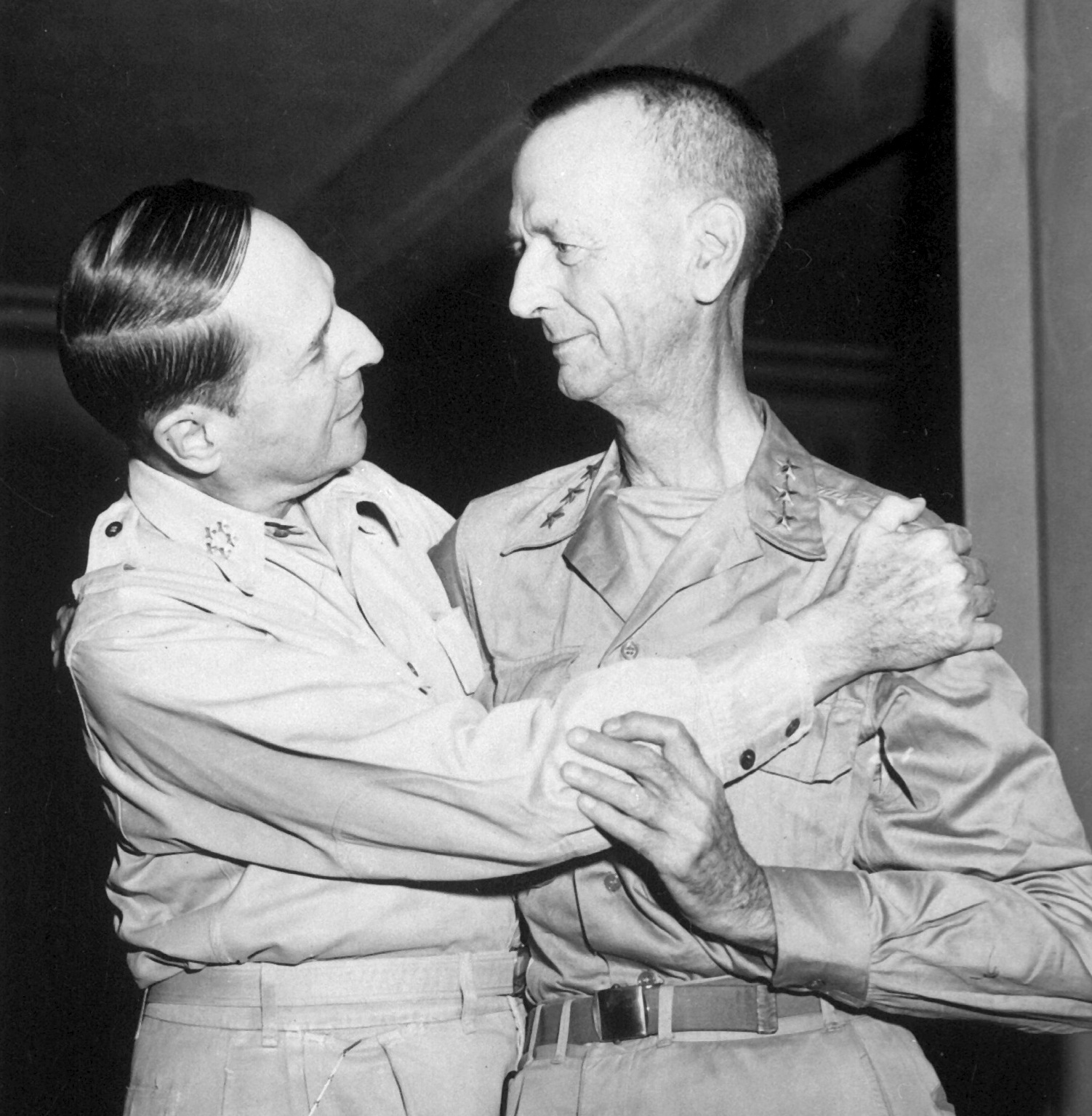
Gen. Wainwright (z prawej) i gen. MacArthur w żartobliwym tańcu, sierpień 1945 r.

Do 9 czerwca siły alianckie na Filipinach całkowicie się poddały. Wainwright był przetrzymywany w obozach jenieckich na północnym Luzonie, Formozie i Liaoyuan w Chinach aż do wyzwolenia przez Armię Czerwoną w sierpniu 1945 r.
Był najwyższym rangą amerykańskim jeńcem wojennym wziętym do niewoli w czasie wojny na Pacyfiku i pomimo swojej rangi jego traktowanie przez Japończyków nie było lepsze niż większości jego ludzi. Kiedy spotkał się z gen. MacArthurem w sierpniu 1945 r., krótko po wyzwoleniu, ukazał mu się wychudzony i niedożywiony przez trzy lata znęcania się nad nim w niewoli. Po tym, jak 2 września był świadkiem japońskiej kapitulacji na pokładzie USS Missouri wraz z brytyjskim generałem Arthurem Percivalem, również byłym jeńcem, powrócił na Filipiny, by odebrać kapitulację miejscowego dowódcy japońskiego, gen. Tomoyuki Yamashity.
Nazwany przez swoich ludzi „walczącym” generałem, który był skłonny zejść do okopów razem z szeregowcami, Wainwright zdobył szacunek wszystkich jeńców przetrzymywanych razem z nim. Dręczył się decyzją o poddaniu Corregidoru przez cały okres niewoli, czując, że zawiódł swój kraj. Po wyzwoleniu pierwsze pytanie, jakie zadał, brzmiało: co myślą o nim Amerykanie? Był zaskoczony, gdy powiedziano mu, że jest uważany za bohatera. Później otrzymał Medal Honoru, do którego został przedstawiony po raz pierwszy w czasie jego pobytu w jego niewoli w 1942 r., ale wniosek został odrzucony z powodu gwałtownego sprzeciwu gen. MacArthura, który uważał, że Corregidor nie powinien był zostać poddany. MacArthur nie sprzeciwił się jednak ponowionej propozycji w 1945 r.

### Uzasadnienie nadania Medalu Honoru
Wyróżniał się nieustraszonym i zdecydowanym przywództwem przeciwko przeważającym siłom wroga. Przy powtarzającym się ryzyku utraty życia, znacznie przewyższającym obowiązki służby na jego stanowisku, uczęszczał na linię frontu utrzymywaną przez swoich żołnierzy, gdzie jego obecność stanowiła przykład i zachętę, która pomogła wesprzeć dzielne wysiłki tych ludzi. Ostateczne stanowisko w sprawie oblężonego Corregidoru, za który był w znacznej mierze osobiście odpowiedzialny, wzbudziło podziw całego Narodu. Odzwierciedlało wysokie morale amerykańskiego wojska w obliczu przytłaczających sił wroga. Jego odwaga i rezolucja były niezwykle potrzebną inspiracją dla bardzo upokorzonych wówczas, kochających wolność narodów świata.

## Lata powojenne i emerytura

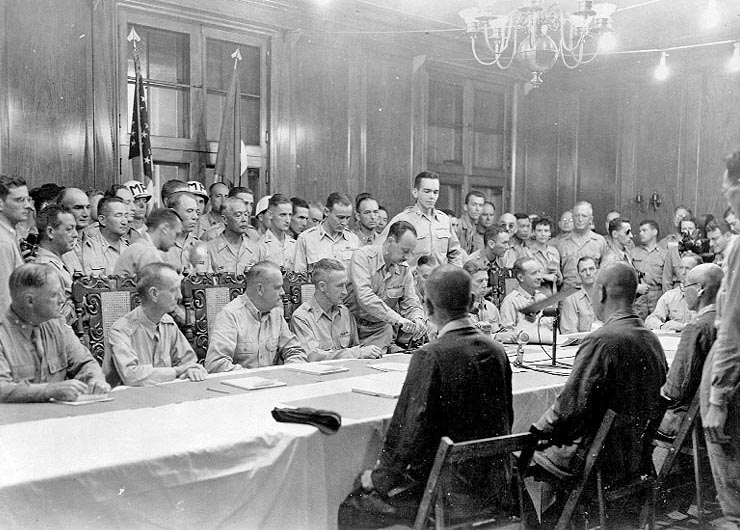
Ceremonia poddania się sił japońskich na Filipinach w Baguio na wyspie Luzon, 3 września 1945 r.

5 września 1945 r., krótko po kapitulacji Japonii, Wainwright został awansowany na czterogwiazdkowego generała. Po powrocie do Stanów Zjednoczonych został mianowany obrony Wschodniego Wybrzeża w Fort Jay na Governors Island w Nowym Jorku. W styczniu 1946 r. został dowódcą 4 Armii w Fort Sam Houston w Teksasie, gdzie przeszedł na emeryturę w sierpniu 1947 r.
W maju 1946 r. został wolnomularzem w loży nr 7 w Junction City w stanie Kansas i loży Shriner wkrótce potem.
Wainwright był dziedzicznym towarzyszem Zakonu Wojskowego Lojalnego Legionu Stanów Zjednoczonych z racji służby jego dziadka służącego w marynarce wojennej Unii podczas wojny secesyjnej. Po przejściu na emeryturę wojskową był członkiem zarządu kilku korporacji. Udzielał się również w środowiskach kombatanckich. Nigdy nie odczuwał goryczy w stosunku do MacArthura za jego działania na Filipinach lub próbę pozbawienia go przez niego Medalu Honoru. W rzeczywistości, kiedy okazało się, że MacArthur może zostać nominowany na prezydenta na Narodowej Konwencji Republikańskiej w 1948 r., Wainwright był gotów wygłosić przemówienie nominacyjne.
Zmarł na udar w San Antonio w Teksasie 2 września 1953 r. w wieku 70 lat. Został pochowany na Cmentarzu Narodowym w Arlington.
Wspólnie z Robertem Considinem wydał wspomnienia pt. General Wainwright's Story (w 1945 r., wznowienie w 1986 r.). W filmie MacArthur w reżyserii Josepha Sargenta z 1977 r. gen. Wainwrighta zagrał Sandy Kenyon.